# HE 0457-5439
HE 0437-5439 (HVS 3) ist ein Hyperschnellläufer, der alle dreieinhalb Jahre durch das Weltraumteleskop Hubble beobachtet wird. Laut NASA legte der Stern in den letzten 100 Millionen Jahren aus Richtung des Zentrums der Milchstraße kommend 200.000 Lichtjahre zurück. Er wird diese mit 715 bis 723 km/s – also mit doppelter Fluchtgeschwindigkeit – verlassen.

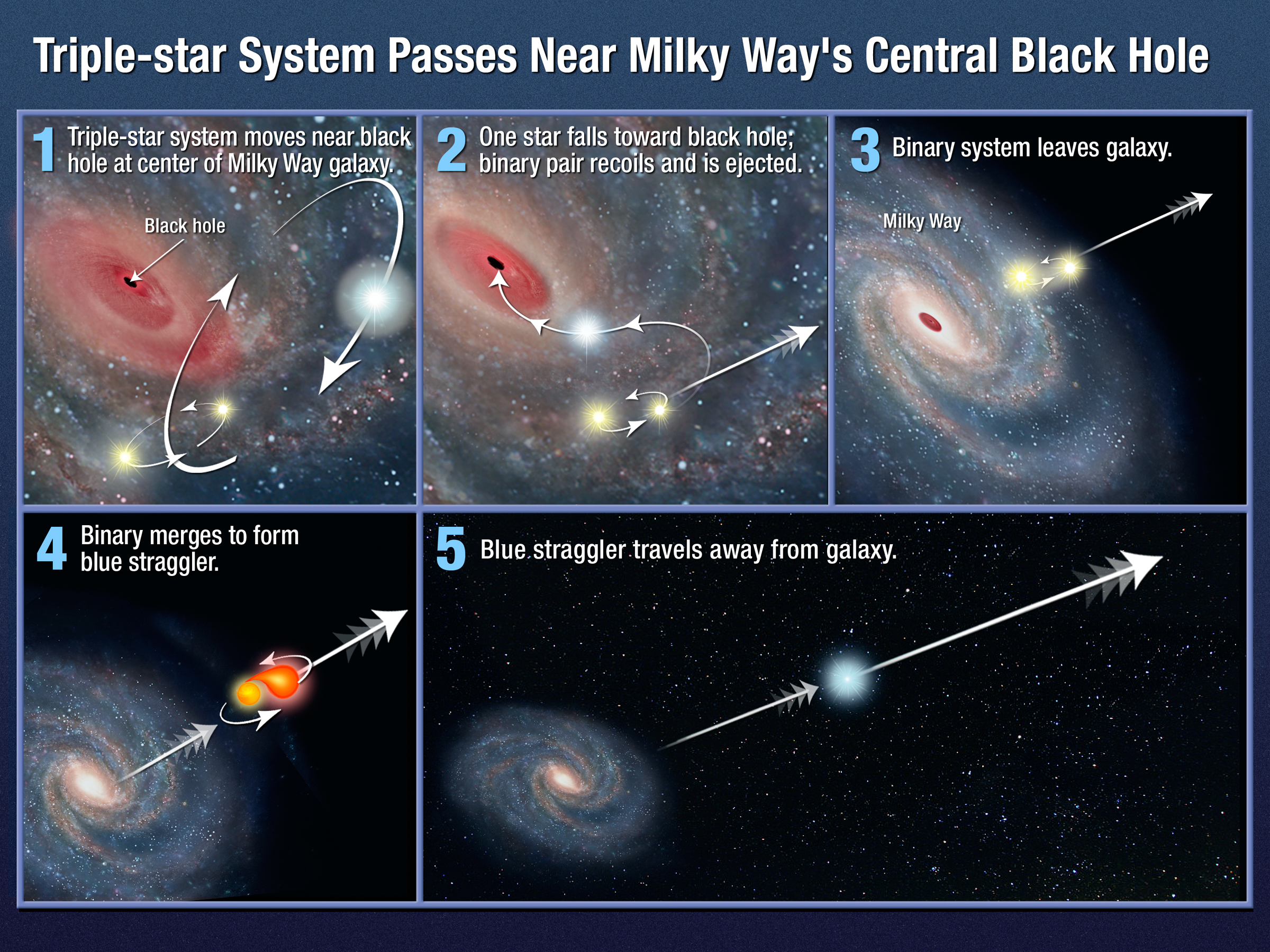
Darstellung des vermuteten Ablaufs wie HE 0437-5439 beschleunigt wurde

Warren Brown vom Harvard-Smithsonian Center for Astrophysics veröffentlichte 2010 als Erstautor der Untersuchung die Entdeckung im Fachmagazin The Astrophysical Journal Letters. Da der Stern aber bereits nach 20 Millionen Jahren hätte ausgebrannt sein müssen, wird vermutet, dass er ursprünglich aus einem Dreifach-Sternsystem stammt. Vor ungefähr 100 Millionen Jahren kam das Dreifach-Sternsystem dem Schwarzen Loch im Zentrum unserer Milchstraße sehr nahe. Einer der drei Sterne soll dabei wahrscheinlich verschluckt worden sein. Die beiden anderen Sterne wären wegkatapultiert worden. „Der größere dieser beiden brannte schneller aus, blähte sich zu einem Roten Riesen auf und verleibte sich dabei seinen Partner ein.“